# 藤中康生
藤中康生（ふじなか やすお）は日本の財務官僚。財務省関税局業務課長。

## 来歴
京都大学経済学部卒業。京大経済学部在学中は国際金融論を専門とする岩本武和のゼミに所属していた。
2002年 財務省入省（国際局総務課）。2005年6月 ノッティンガム大学へ留学。2006年7月 大臣官房秘書課財務官室。2008年 英国財務省。
主計局給与共済課長補佐、主計局主計官補佐（総務第一係主査）兼主計局司計課予算執行調査官などを経て、2017年7月10日 関税局関税課長補佐兼関税局関税課関税企画調整室長。国内産業保護や貿易促進などの関税政策に携わる。関税政策を実行するための法制度の企画立案を行っていた。2018年7月5日 関税局総務課長補佐兼関税局総務課政策推進室長。2020年7月22日 国際局地域協力課長補佐兼国際局地域協力課国際調整室長。
2021年7月16日 大臣官房秘書課財務官室長兼国際局地域協力課。2023年7月7日 主計局主計企画官（財務分析担当）。2024年7月12日 関税局業務課長。

## 略歴
- 2002年4月：財務省入省（国際局総務課）[2]。
- 2003年5月：国際局開発政策課。
- 2004年：仙台国税局調査査察部。
- 2005年6月：ノッティンガム大学へ留学。
- 2006年7月：大臣官房秘書課財務官室。
- 2008年：英国財務省。
- 2010年：大臣官房総合政策課長補佐（国際業務）[3]。
- 2012年：関税局業務課長補佐。
- 2013年：内閣官房内閣参事官補佐（内閣官房副長官補室）。
- 2015年7月：主計局給与共済課長補佐。
- 2016年：主計局主計官補佐（総務第一係主査） 兼 主計局司計課予算執行調査官。
- 2017年7月10日：関税局関税課長補佐 兼 関税局関税課関税企画調整室長。
- 2018年7月5日：関税局総務課長補佐 兼 関税局総務課政策推進室長。
- 2020年7月22日：国際局地域協力課長補佐 兼 国際局地域協力課国際調整室長。
- 2021年7月16日：大臣官房秘書課財務官室長 兼 国際局地域協力課。
- 2023年7月7日：主計局主計企画官（財務分析担当）。
- 2024年7月12日：関税局業務課長。